# Le Merveilleux Éventail vivant
Le Merveilleux Éventail vivant és un curtmetratge muda francesa de 1904 de Georges Méliès. Va ser venut per la Star Film Company de Méliès i està numerat del 581 al 584 als seus catàlegs. Méliès interpreta el ventall a la pel·lícula, que treballa els seus trucs fent servir maquinària escènica, escamoteigs i fosa.